# Inschrift von Porsuk

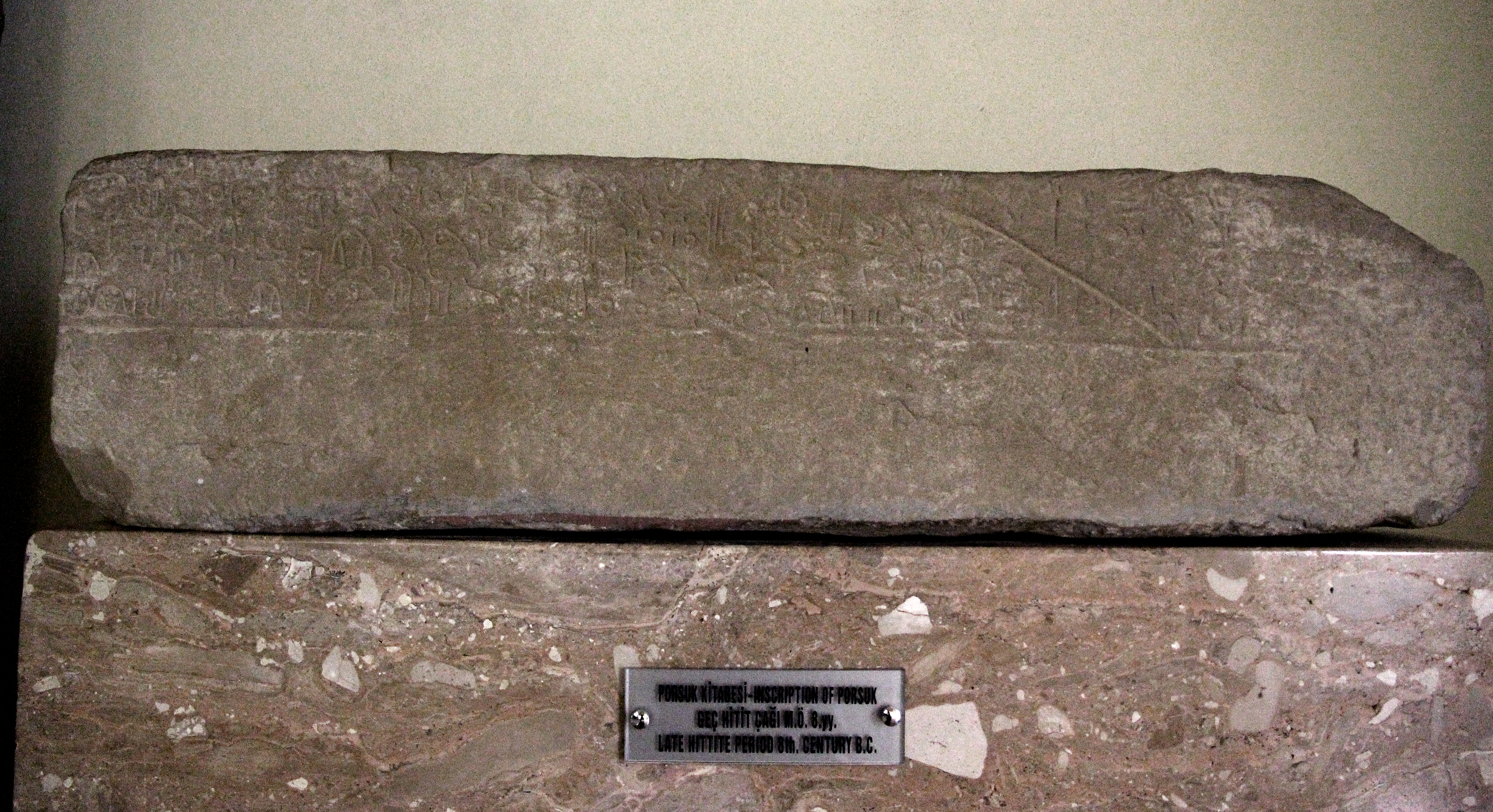
Inschriftenstein von Porsuk

Die Inschrift von Porsuk in der Südtürkei stammt aus späthethitischer Zeit am Anfang des 1. Jahrtausends v. Chr. und ist in einen quaderförmigen Steinblock eingraviert.

## Fund
Der Inschriftenstein wurde vor 1960 auf dem Hügel Porsuk Hüyük (auch Zeyve Höyük), einem prähistorischen Siedlungshügel nahe dem Ort Porsuk, etwa acht Kilometer östlich von Ulukışla in der türkischen Provinz Niğde gefunden. Laut dem Eingangsbericht des Archäologischen Museums von Niğde wurde er zwischen Eisenbahn und Asphaltstraße, an der neuen Straße zur Nitratfabrik gefunden und vom Bürgermeister des Ortes, Hasan Altan, ins Museum gebracht. Die dortige Inventarnummer ist 52.

## Beschreibung
Der Steinblock besteht laut John David Hawkins aus weißem Kalkstein, Dietrich Berges und Johannes Nollé sprechen von hellbraunem Tuff (möglicherweise Kalktuff). Er hat Maße von 129 Zentimetern in der Breite, 31 Zentimetern in der Höhe und 35 Zentimetern in der Tiefe. An der Oberseite sind rechts und links Löcher zu erkennen, wie sie in der damaligen Zeit für Metallklammern benutzt wurden, die das Mauerwerk sicherten. Daher wird angenommen, dass der Stein Teil einer Mauer war. Am oberen Rand der Vorderseite ist eine einzeilige Inschrift in luwischen Hieroglyphen eingraviert, die eine Höhe von 14 Zentimetern hat und von rechts nach links läuft. Am linken Rand ist unter der Schrift ein einzelnes, rechtsläufiges Schriftzeichen zu erkennen. Möglicherweise setzte sich die Inschrift auf anderen Steinen fort und kehrte dann, wie bei luwischen Inschriften nicht selten, in der Bustrophedon-Schriftweise um. Demnach wäre das einzelne Zeichen (zi+ra/i), das laut Hawkins eine Verb-Endung darstellen kann, das Ende des Textes.
Die Übersetzung des Textes lautet:
Ich bin Parahwaras, Sohn des Atis, Enkel

des Nunas.

Mir ist mein Gott Sarrumas gewogen (?).

Und mir sind die Könige gewogen (?).

Und mir ist der König Masaurhisas gewogen (?).

Und ich war der Befehlshaber der Armee
Die im Text erwähnten Personen sind anderweitig nicht bekannt, eine Datierung kann nur nach stilistischen Gesichtspunkten in die Zeit der späthethitischen Fürstentümer erfolgen. Der Fundort gehörte in der Entstehungszeit der Inschrift zum luwischen Königreich Tuwana.